# Thomas Horder, I barone Horder
Thomas Jeeves Horder, I barone Horder (Shaftesbury, 7 gennaio 1871 – Petersfield, 13 agosto 1955), è stato un medico britannico.

## Biografia
Horder era il figlio di Draper Albert Horder. Jeeves era il nome da nubile di sua madre. Studiò privatamente, e in seguito frequentò l'Università di Londra e il St Bartholomew's Hospital.

## Carriera
Horder ha iniziato la sua carriera presso il St Bartholomew's Hospital e, quando ancora era molto giovane, realizzò con successo una diagnosi difficile a Edoardo VII. Tra i suoi pazienti inclusero ogni monarca britannico da Edoardo VII a Elisabetta II (ad eccezione di Edoardo VIII). Tra questi anche due primi ministri, Ramsay MacDonald e Bonar Law, e il leader sindacale Hugh Gaitskell.
È stato coinvolto in molti comitati ufficiali, tra cui consigliare il Ministero dell'alimentazione durante la seconda guerra mondiale. Ha ricoperto le cariche di vice tenente del Hampshire, medico della regina e consulente medico al St Bartholomew's Hospital. È stato creato baronetto nel 1923. È stato elevato al pari come Barone Horder, di Ashford nella Contea di Southampton, il 23 gennaio 1933.
Servì come presidente della Cremation Society of Great Britain (1940-1955).

## Matrimonio
Nel 1902 sposò Geraldine Horder Rose Doggett (?-1954). Ebbero due figli:
- Elizabeth Mary Horder, sposò Arthur Doggett, ebbero un figlio;
- Thomas Horder, II barone Horder (8 dicembre 1910-3 luglio 1997).

## Morte
Ha vissuto per molti anni a Steep, vicino a Petersfield, dove morì il 13 agosto 1955.

## Opere
- Clinical Pathology in Practice (Frowde, 1910)
- Cerebro-Spinal Fever (Hodder & Stoughton, 1915)
- Medical Notes (Hodder & Stoughton, 1921)
- The Essentials of Medical Diagnosis with A E Gow (Cassell & Co, 1928;)
- Health and a Day (Dent, 1938)
- Obscurantism (Watts & Co., 1938)
- Lessons Taught by War-time Feeding (1943)
- Rheumatism (H.K. Lewis & Co. Ltd., 1944)
- Diet and Rheumatism (1945)
- Health and Social Welfare annuals, editor, 1944–1945 and 1945–1946
- The British Encyclopaedia of Medical Practice, editor, 1950–1952
- Fifty Years of Medicine (Duckworth, 1953)
- Bread: The Chemistry and Nutrition of Flour and Bread with Sir Charles Dodds and T Moran (Constable, 1954)